# Чемпіонат світу з футболу 2022 (кваліфікаційний раунд, УЄФА, група A)
Група A кваліфікації УЄФА Чемпіонату світу з футболу 2022 — одна з 10 груп УЄФА у  кваліфікації Чемпіонату світу для визначення команд, які пройдуть до Чемпіонату світу 2022 Катарі. Група A складається з 5 команд: Азербайджан, Ірландія, Люксембург, Португалія та Сербія. Команди зіграють одна з одною вдома та на виїзді за круговою системою.
Переможець групи потрапить напряму до Чемпіонату світу, а 2-е місце пройде до другого раунду (плей-оф).

## Турнірна таблиця
| Поз | Команда     | І | В | Н | П | ГЗ | ГП | РГ  | О  | Кваліфікація                          |     | Сербія | Португалія | Республіка Ірландія | Люксембург | Азербайджан |
| --- | ----------- | - | - | - | - | -- | -- | --- | -- | ------------------------------------- | --- | ------ | ---------- | ------------------- | ---------- | ----------- |
| 1   | Сербія      | 8 | 6 | 2 | 0 | 18 | 9  | +9  | 20 | Кваліфікація до Чемпіонату світу 2022 |     | —      | 2:2        | 3:2                 | 4:1        | 3:1         |
| 2   | Португалія  | 8 | 5 | 2 | 1 | 17 | 6  | +11 | 17 | Проходять до плей-оф                  |     | 1:2    | —          | 2:1                 | 5:0        | 1:0         |
| 3   | Ірландія    | 8 | 2 | 3 | 3 | 11 | 8  | +3  | 9  |                                       |     | 1:1    | 0:0        | —                   | 0:1        | 1:1         |
| 4   | Люксембург  | 8 | 3 | 0 | 5 | 8  | 18 | −10 | 9  |                                       | 0:1 | 1:3    | 0:3        | —                   | 2:1        |             |
| 5   | Азербайджан | 8 | 0 | 1 | 7 | 5  | 18 | −13 | 1  |                                       | 1:2 | 0:3    | 0:3        | 1:3                 | —          |             |

## Матчі
Час вказано в EET/EEST (київський час) (місцевий час, якщо відрізняється, вказано в дужках).
| 24 березня 2021 21:45 (20:45 CET) |

| Португалія          | 1:0                             | Азербайджан |
| ------------------- | ------------------------------- | ----------- |
| - Медведєв 36' (аг) | Протокол (ФІФА) Протокол (УЄФА) |             |

| Ювентус Стедіум, Турин Арбітр: Даніель Зіберт (Німеччина) |

| 24 березня 2021 21:45 (20:45 CET) |

| Сербія                                | 3:2                             | Ірландія                  |
| ------------------------------------- | ------------------------------- | ------------------------- |
| - Влахович 40' - А. Митрович 69', 75' | Протокол (ФІФА) Протокол (УЄФА) | - Браун 18' - Коллінс 86' |

| ім. Райко Митича, Белград Арбітр: Давіде Масса (Італія) |

| 27 березня 2021 21:45 (19:45 GMT) |

| Ірландія | 0:1                             | Люксембург     |
| -------- | ------------------------------- | -------------- |
|          | Протокол (ФІФА) Протокол (УЄФА) | - Родрігес 85' |

| Авіва, Дублін Арбітр: Фран Йович (Хорватія) |

| 27 березня 2021 21:45 (20:45 CET) |

| Сербія                         | 2:2                             | Португалія            |
| ------------------------------ | ------------------------------- | --------------------- |
| - А. Митрович 46' - Костич 60' | Протокол (ФІФА) Протокол (УЄФА) | - Діогу Жота 11', 36' |

| ім. Райко Митича, Белград Арбітр: Данні Маккелі (Нідерланди) |

| 30 березня 2021 19:00 (20:00 AZT) |

| Азербайджан           | 1:2                             | Сербія                 |
| --------------------- | ------------------------------- | ---------------------- |
| - Махмудов 59' (пен.) | Протокол (ФІФА) Протокол (УЄФА) | - А. Митрович 16', 81' |

| Олімпійський, Баку Арбітр: Рой Райншрайбер (Ізраїль) |

| 30 березня 2021 21:45 (20:45 CEST) |

| Люксембург     | 1:3                             | Португалія                                           |
| -------------- | ------------------------------- | ---------------------------------------------------- |
| - Родрігес 30' | Протокол (ФІФА) Протокол (УЄФА) | - Діогу Жота 45+2' - Роналду 51' - Жуан Пальїнья 80' |

| Жозі Бартель, Люксембург Арбітр: Сергій Іванов (Росія) |

| 1 вересня 2021 21:45 (20:45 CEST) |

| Люксембург                               | 2:1                             | Азербайджан    |
| ---------------------------------------- | ------------------------------- | -------------- |
| - Міхаель Пінто 8' - Родрігес 28' (пен.) | Протокол (ФІФА) Протокол (УЄФА) | - Махмудов 67' |

| Стад де Люксембург, Люксембург Арбітр: Ірфан Пельто (Боснія і Герцеговина) |

| 1 вересня 2021 21:45 (19:45 WEST) |

| Португалія           | 2:1                             | Ірландія   |
| -------------------- | ------------------------------- | ---------- |
| - Роналду 89', 90+6' | Протокол (ФІФА) Протокол (УЄФА) | - Іган 45' |

| Алгарве, Фару Арбітр: Матей Юг (Словенія) |

| 4 вересня 2021 19:00 (18:00 CEST) |

| Сербія                                                    | 4:1                             | Люксембург     |
| --------------------------------------------------------- | ------------------------------- | -------------- |
| - А. Митрович 22', 35' - Шано 82' (аг) - Миленкович 90+6' | Протокол (ФІФА) Протокол (УЄФА) | - О. Тілль 77' |

| ім. Райко Митича, Белград Арбітр: Халіл Умут Мелер (Туреччина) |

| 4 вересня 2021 19:00 (17:00 IST) |

| Ірландія    | 1:1                             | Азербайджан      |
| ----------- | ------------------------------- | ---------------- |
| - Даффі 87' | Протокол (ФІФА) Протокол (УЄФА) | - Махмудов 45+1' |

| Авіва, Дублін Арбітр: Жером Брізар (Франція) |

| 7 вересня 2021 19:00 (20:00 AZT) |

| Азербайджан | 0:3                             | Португалія                                              |
| ----------- | ------------------------------- | ------------------------------------------------------- |
|             | Протокол (ФІФА) Протокол (УЄФА) | - Бернарду Сілва 26' - Андре Сілва 31' - Діогу Жота 75' |

| Олімпійський, Баку Арбітр: Марко Гуїда (Італія) |

| 7 вересня 2021 21:45 (19:45 IST) |

| Ірландія              | 1:1                             | Сербія                 |
| --------------------- | ------------------------------- | ---------------------- |
| - Миленкович 87' (аг) | Протокол (ФІФА) Протокол (УЄФА) | - Милинкович-Савич 20' |

| Авіва, Дублін Арбітр: Хосе Марія Санчес (Іспанія) |

| 9 жовтня 2021 19:00 (20:00 AZT) |

| Азербайджан | 0:3                             | Ірландія                        |
| ----------- | ------------------------------- | ------------------------------- |
|             | Протокол (ФІФА) Протокол (УЄФА) | - Робінсон 7', 39' - Огбене 90' |

| Олімпійський, Баку Арбітр: Еспен Ескос (Норвегія) |

| 9 жовтня 2021 21:45 (20:45 CEST) |

| Люксембург | 0:1                             | Сербія         |
| ---------- | ------------------------------- | -------------- |
|            | Протокол (ФІФА) Протокол (УЄФА) | - Влахович 68' |

| Стад де Люксембург, Люксембург Арбітр: Вільям Коллам (Шотландія) |

| 12 жовтня 2021 21:45 (20:45 CEST) |

| Сербія                                        | 3:1                             | Азербайджан      |
| --------------------------------------------- | ------------------------------- | ---------------- |
| - Влахович 30' (пен.), 53' - Тадич 83' (пен.) | Протокол (ФІФА) Протокол (УЄФА) | - Махмудов 45+2' |

| ім. Райко Митича, Белград Арбітр: Ерік Ламбрехтс (Бельгія) |

| 12 жовтня 2021 21:45 (19:45 WEST) |

| Португалія                                                                     | 5:0                             | Люксембург |
| ------------------------------------------------------------------------------ | ------------------------------- | ---------- |
| - Роналду 8' (пен.), 13' (пен.), 87' - Бруну Фернандеш 18' - Жуан Пальїнья 69' | Протокол (ФІФА) Протокол (УЄФА) |            |

| Алгарве, Фару Арбітр: Бенуа Бастьєн (Франція) |

| 11 листопада 2021 19:00 (21:00 AZT) |

| Азербайджан   | 1:3                             | Люксембург                           |
| ------------- | ------------------------------- | ------------------------------------ |
| - Салахли 82' | Протокол (ФІФА) Протокол (УЄФА) | - Родрігес 67', 90+1' - С. Тілль 78' |

| Олімпійський, Баку Арбітр: Мануель Шюттенгрубер (Австрія) |

| 11 листопада 2021 21:45 (19:45 GMT) |

| Ірландія | 0:0                             | Португалія |
| -------- | ------------------------------- | ---------- |
|          | Протокол (ФІФА) Протокол (УЄФА) |            |

| Авіва, Дублін Арбітр: Хесус Хіль Мансано (Іспанія) |

| 14 листопада 2021 21:45 (19:45 WET) |

| Португалія         | 1:2                             | Сербія                        |
| ------------------ | ------------------------------- | ----------------------------- |
| - Ренату Санчеш 2' | Протокол (ФІФА) Протокол (УЄФА) | - Тадич 33' - А. Митрович 90' |

| Алгарве, Фару Арбітр: Даніеле Орсато (Італія) |

| 14 листопада 2021 21:45 (20:45 CET) |

| Люксембург | 0:3                             | Ірландія                                |
| ---------- | ------------------------------- | --------------------------------------- |
|            | Протокол (ФІФА) Протокол (УЄФА) | - Даффі 67' - Огбене 75' - Робінсон 88' |

| Стад де Люксембург, Люксембург Арбітр: Тамаш Богнар (Угорщина) |

## Бомбардири
Протягом турніру було забито  59 голів у 20 матчах, з середнім показником 2.95 голів за матч.
8 голів
- А. Митрович

6 голів
- Кріштіану Роналду

5 голів
- Жерсон Родрігес

4 голи
- Емін Махмудов
- Діогу Жота
- Душан Влахович

3 голи
- Калум Робінсон

2 голи
- Шейн Даффі
- Чієдозі Огбене
- Жуан Пальїнья
- Душан Тадич

1 гол
- Азер Салахли
- Алан Браун
- Джон Іган
- Джеймс Коллінс
- Міхаель Пінто
- Олів'є Тілль
- Себастьян Тілль
- Ренату Санчеш
- Андре Сілва
- Бернарду Сілва
- Бруну Фернандеш
- Филип Костич
- Никола Миленкович
- Сергій Милинкович-Савич

1 автогол
- Максим Медведєв (проти Сербії)
- Максім Шано (проти Сербії)
- Никола Миленкович (проти Ірландії)

## Дисциплінарні покарання
Гравець автоматично пропускає наступний матч за наступні дисциплінарні порушення:
- Червона картка (відсторонення за червону картку може бути збільшене за серйозні порушення)
- 2 жовті картки у двох різних матчах (відсторонення за червону також поширюється і на плей-оф, але не на фінальний турнір чи і подальші міжнародні матчі)

Гравці відбули (чи відбудуть) наступні дисциплінарні покарання:
| Команда     | Гравець           | Порушення                                                          | Відсторонено на матч(і)             |
| ----------- | ----------------- | ------------------------------------------------------------------ | ----------------------------------- |
| Азербайджан | Антон Кривоцюк    | пр. Люксембургу (1 вересня 2021) пр. Ірландії (4 вересня 2021)     | пр. Португалії (7 вересня 2021)     |
| Азербайджан | Ходжат Хагверді   | пр. Португалії (7 вересня 2021) пр. Сербії (12 жовтня 2021)        | пр. Люксембургу (11 листопада 2021) |
| Ірландія    | Алан Браун        | пр. Азербайджану (4 вересня 2021) пр. Сербії (7 вересня 2021)      | пр. Азербайджану (9 жовтня 2021)    |
| Ірландія    | Джейсон Муламбі   | пр. Азербайджану (4 вересня 2021) пр. Сербії (7 вересня 2021)      | пр. Азербайджану (9 жовтня 2021)    |
| Люксембург  | Максім Шано       | пр. Португалії (30 березня 2021)                                   | пр. Азербайджану (1 вересня 2021)   |
| Люксембург  | Крістофер Мартінш | пр. Азербайджану (1 вересня 2021) пр. Сербії (4 вересня 2021)      | пр. Сербії (9 вересня 2021)         |
| Люксембург  | Жерсон Родрігес   | пр. Сербії (4 вересня 2021)                                        | пр. Сербії (9 вересня 2021)         |
| Люксембург  | Дірк Карлсон      | Сербії (9 вересня 2021) пр. Азербайджану (11 листопада 2021)       | пр. Ірландії (14 листопада 2021)    |
| Португалія  | Бруну Фернандеш   | пр. Азербайджану (24 березня 2021) пр. Сербії (27 березня 2021)    | пр. Люксембургу (30 березня 2021)   |
| Португалія  | Кріштіану Роналду | пр. Сербії (27 березня 2021) пр. Ірландії (1 вересня 2021)         | пр. Азербайджану (7 вересня 2021)   |
| Португалія  | Нуну Мендеш       | пр. Азербайджану (7 вересня 2021) пр. Люксембургу (12 жовтня 2021) | пр. Ірландії (11 листопада 2021)    |
| Португалія  | Пепе              | пр. Ірландії (11 листопада 2021)                                   | пр. Сербії (14 листопада 2021)      |
| Сербія      | Никола Миленкович | пр. Португалії (27 березня 2021)                                   | пр. Азербайджану (30 березня 2021)  |
| Сербія      | Страхиня Павлович | пр. Ірландії (24 березня 2021) пр. Люксембургу (9 жовтня 2021)     | пр. Азербайджану (12 жовтня 2021)   |
| Сербія      | Никола Миленкович | пр. Ірландії (7 вересня 2021) пр. Люксембургу (9 жовтня 2021)      | пр. Азербайджану (12 жовтня 2021)   |

## Позначки
1. ↑  EET (UTC+2) для матчів у березні та листопаді 2021, та EEST (UTC+3) для решти матчів.
2. ↑  Матч Португалія ‒ Азербайджан мав відбутися на стадіоні Жозе Алваладе у Лісабоні, але було перенесено на Ювентус Стедіум у Турині (Італія) через карантинні обмеження на подорожування з та до Португалії.[4][5]